# Клохерхед
Клохерхед (англ. Clogherhead; ирл. Ceann Chlochair) — (переписной) посёлок в Ирландии, находится в графстве Лаут (провинция Ленстер), расположен в 12 км от Дроэда. Уже более ста лет в посёлке расположена спасательная станция.
В девятнадцатом веке посёлок был известен как Клохер (англ. Clogher) или Килкохер (англ. Kilclogher), а мыс назывался Клохер-хед (англ. Clogher Head). Сегодня посёлок называется Клохерхед (англ. Clogherhead).
В посёлке проходили съемки кинофильма Собственность дьявола.

## Экономика
- Клохерхед является популярным туристическим центром. В посёлке имеется песчаный пляж голубого флага[5], который простирается от спасательной станции до устья Бойн.
- Порт Ориел (англ. Oriel) является рыболовецким портом.
- Порт Ориел также является местом для строительства ВЭС[6].

## Демография
Население — 1558 человек (по переписи 2006 года). В 2002 году население составляло 906 человек.
Данные переписи 2006 года:
| Общие демографические показатели |               |                               |                               |      |      |
| Всё население                    | Всё население | Изменения населения 2002—2006 | Изменения населения 2002—2006 | 2006 | 2006 |
| 2002                             | 2006          | чел.                          | %                             | муж. | жен. |
| 906                              | 1558          | 652                           | 72,0                          | 747  | 811  |

В нижеприводимых таблицах сумма всех ответов (столбец «сумма»), как правило, меньше общего населения населённого пункта (столбец «2006»).
| Религия (Тема 2 — 5 : Число людей по религиям, 2006) |             |                |             |            |       |      |
| Католики, чел.                                       | Католики, % | Другая религия | Без религии | не указано | сумма | 2006 |
| 1428                                                 | 91,7        | 83             | 38          | 9          | 1558  | 1558 |

| Этно-расовый состав (Этничность. Тема 2 — 3 : Постоянное население по этническому или культурному происхождению, 2006) |            |              |       |        |        |            |       |       |
| Белые ирландцы | Лухт-шулта | Другие белые | Негры | Азиаты | Другие | Не указано | сумма | 2006  |
| 1395 | 1          | 129          | 20    | 0      | 8      | 2          | 1555  | 1558  |
| Доля от всех отвечавших на вопрос, %                                                                                   |            |              |       |        |        |            |       |       |
| 89,7 | 0,1        | 8,3          | 1,3   | 0,0    | 0,5    | 0,1        | 100   | 99,81 |

1 — доля отвечавших на вопрос о языке от всего населения.
| Владение ирландским языком (Тема 3 — 1 : Число людей от 3 лет и старше по способности говорить по-ирландски, 2006) |      |            |       |       |
| Владеете ли Вы ирландским языком?                                                                                  |      |            |       |       |
| Да | Нет  | Не указано | сумма | 2006  |
| 531 | 920  | 12         | 1463  | 1558  |
| Доля от всех отвечавших на вопрос о языке, %                                                                       |      |            |       |       |
| 36,3 | 62,9 | 0,8        | 100   | 93,91 |

1 — доля отвечавших на вопрос о языке от всего населения.
| Использование ирландского языка (Тема 3 — 2 : Говорящие по-ирландски от 3 лет и старше по частоте использования ирландского языка, 2006) |                                                            |                                               |                                               |                                               |                                               |                                               |       |                                     |      |
| Как часто и где Вы говорите по-ирландски?                                                                                                |                                                            |                                               |                                               |                                               |                                               |                                               |       |                                     |      |
| ежедневно, только в образовательных учреждениях                                                                                          | ежедневно, как в образовательных учреждениях, так и вне их | в других местах (вне образовательной системы) | в других местах (вне образовательной системы) | в других местах (вне образовательной системы) | в других местах (вне образовательной системы) | в других местах (вне образовательной системы) | сумма | всего, отвечавших на вопрос о языке | 2006 |
| ежедневно, только в образовательных учреждениях                                                                                          | ежедневно, как в образовательных учреждениях, так и вне их | ежедневно                                     | каждую неделю                                 | реже                                          | никогда                                       | не указано                                    | сумма | всего, отвечавших на вопрос о языке | 2006 |
| 179 | 10                                                         | 4                                             | 28                                            | 178                                           | 124                                           | 8                                             | 531   | 1463                                | 1558 |
| Доля от всех отвечавших на вопрос о языке, %                                                                                             |                                                            |                                               |                                               |                                               |                                               |                                               |       |                                     |      |
| 12,2 | 0,7                                                        | 0,3                                           | 1,9                                           | 12,2                                          | 8,5                                           | 0,5                                           | 36,3  | 100                                 |      |

| Типы частных жилищ (Тема 6 — 1(a) : Число частных домовладений по типу размещения, 2006) |          |         |                 |            |       |      |
| Отдельный дом                                                                            | Квартира | Комната | Переносные дома | не указано | сумма | 2006 |
| 550                                                                                      | 12       | 0       | 2               | 0          | 564   | 1558 |

## Галерея

Порт Ориел
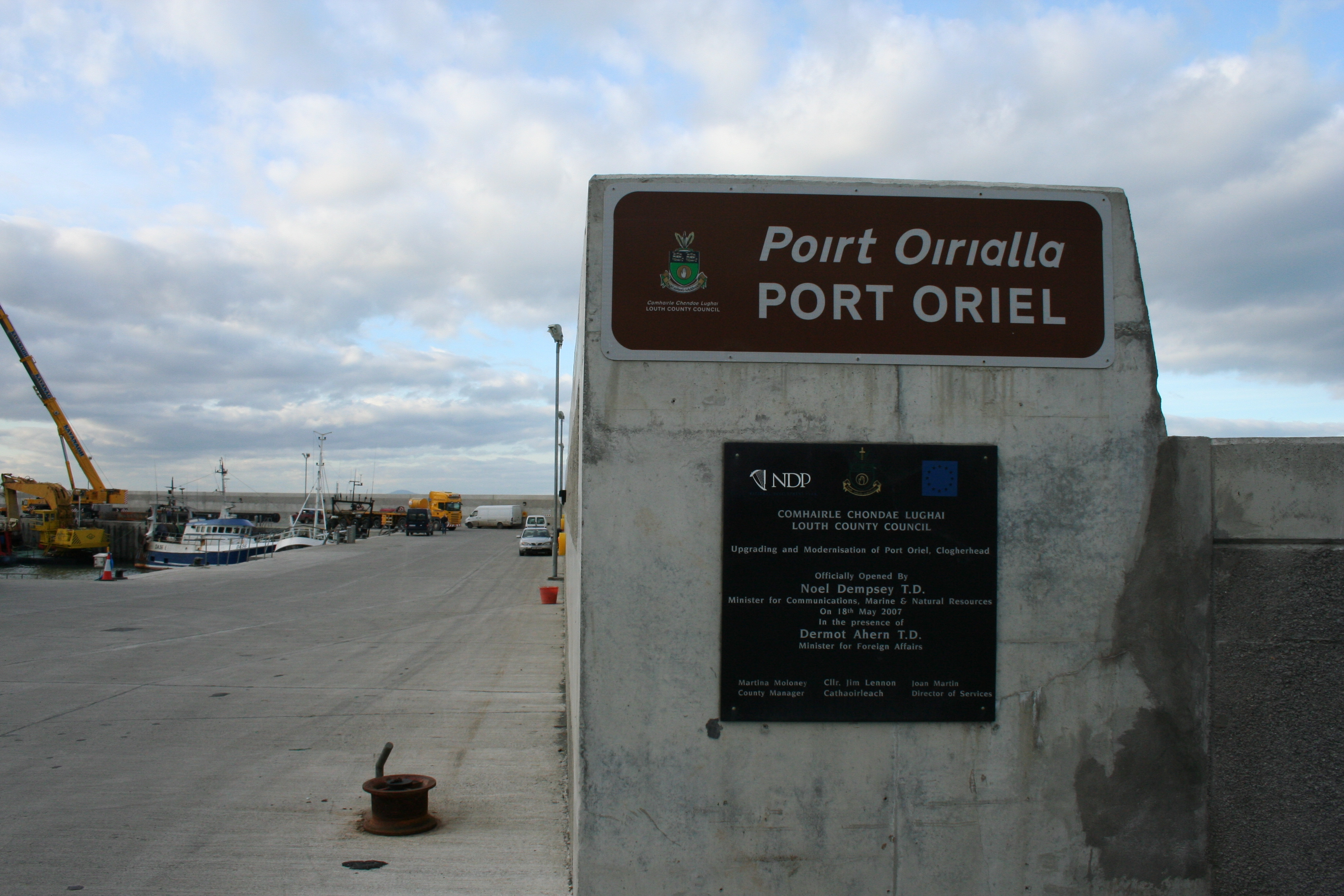
Порт
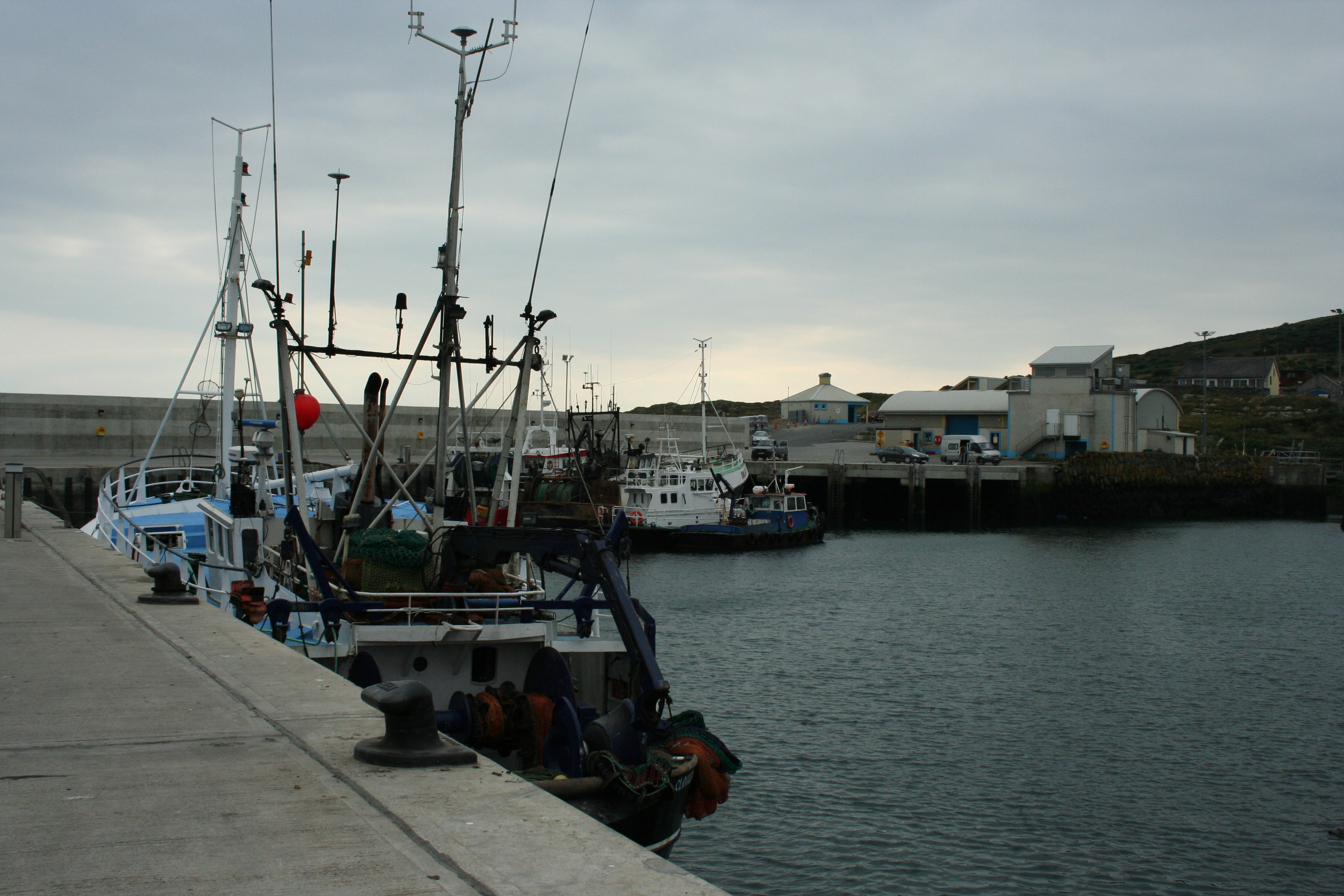
Пирс
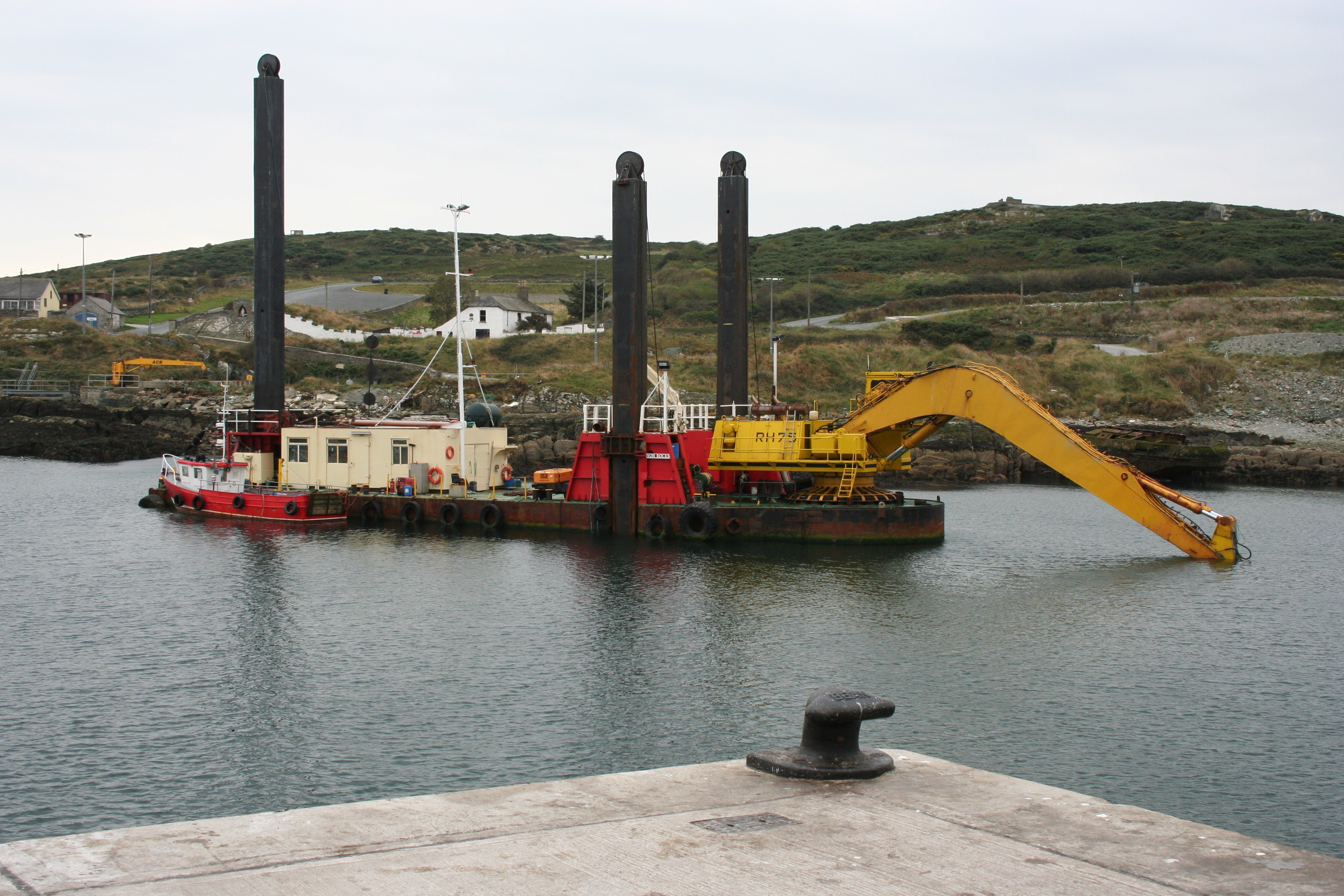
Судно, используемое в строительстве ВЭС
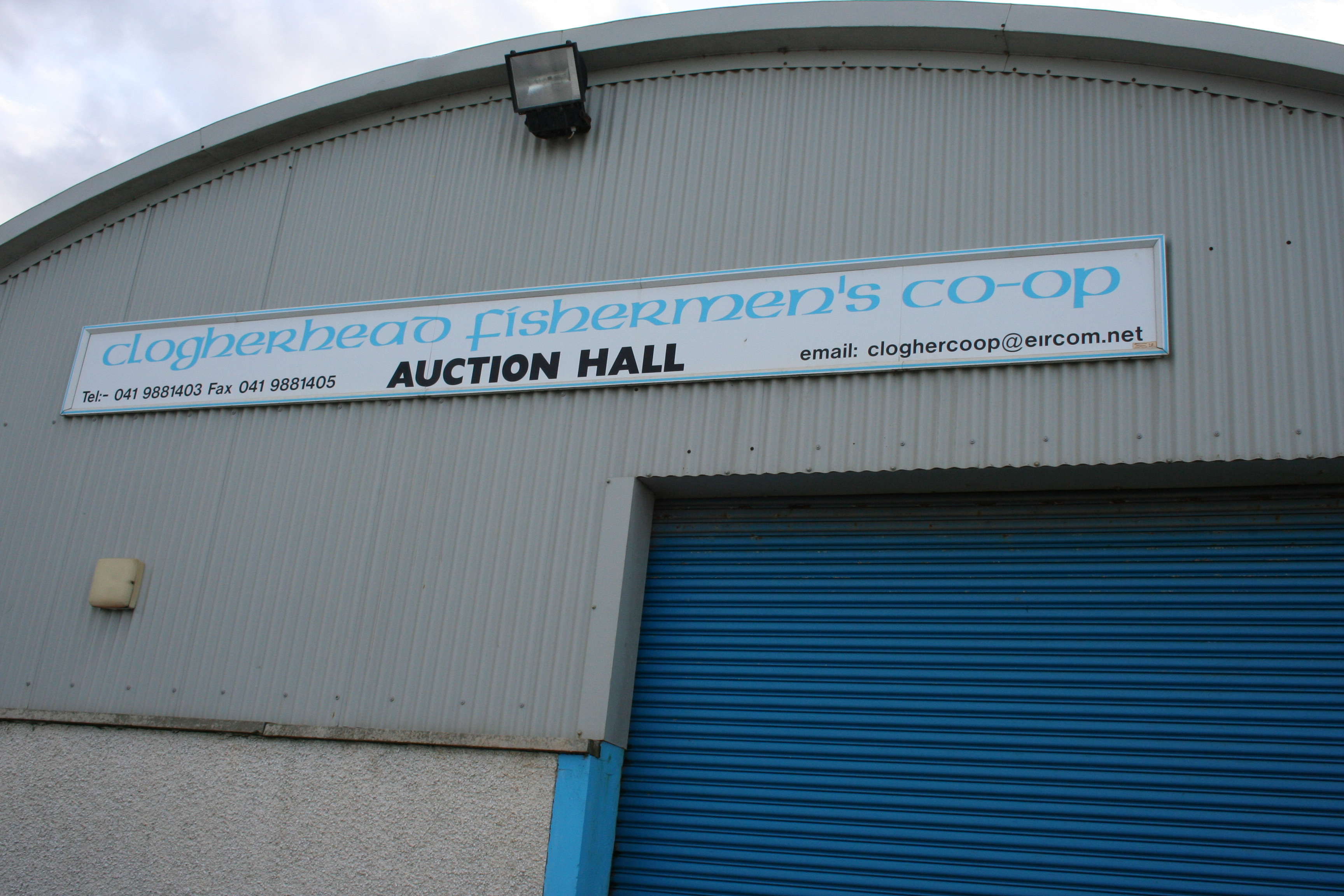
Аукцион зал
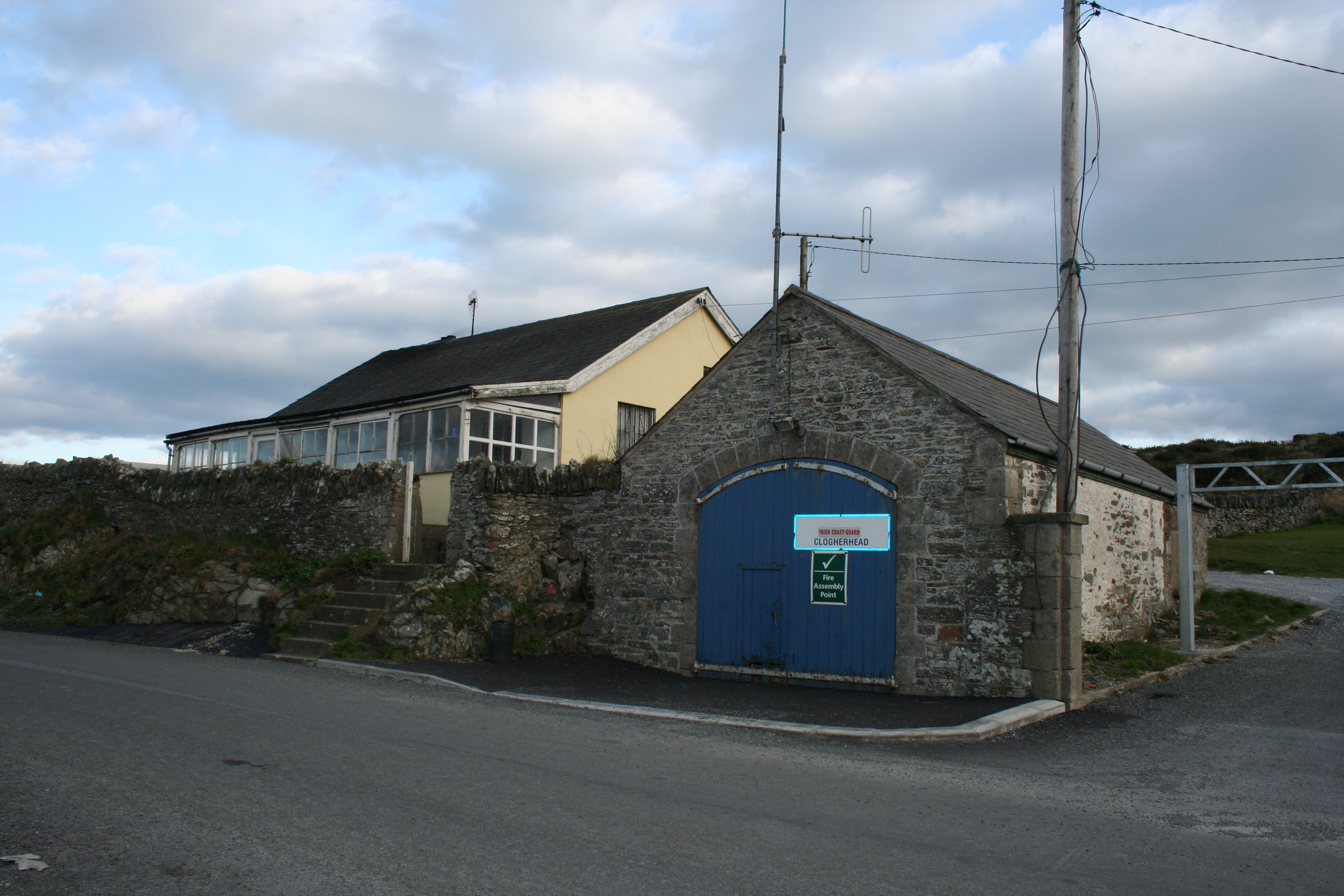
Береговая охрана
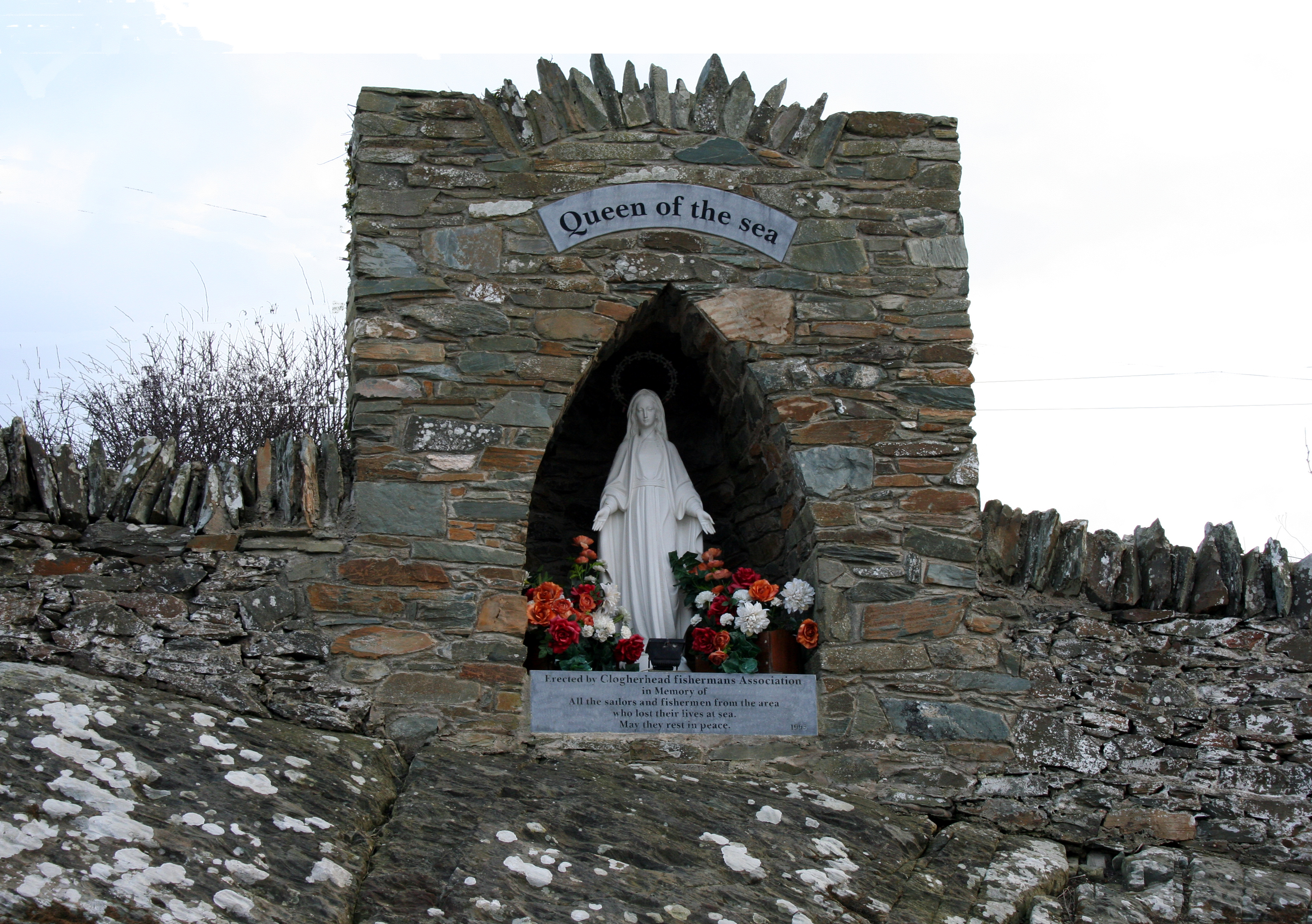
Мемориал Королева моря

Спасательная станция Клохер-хед
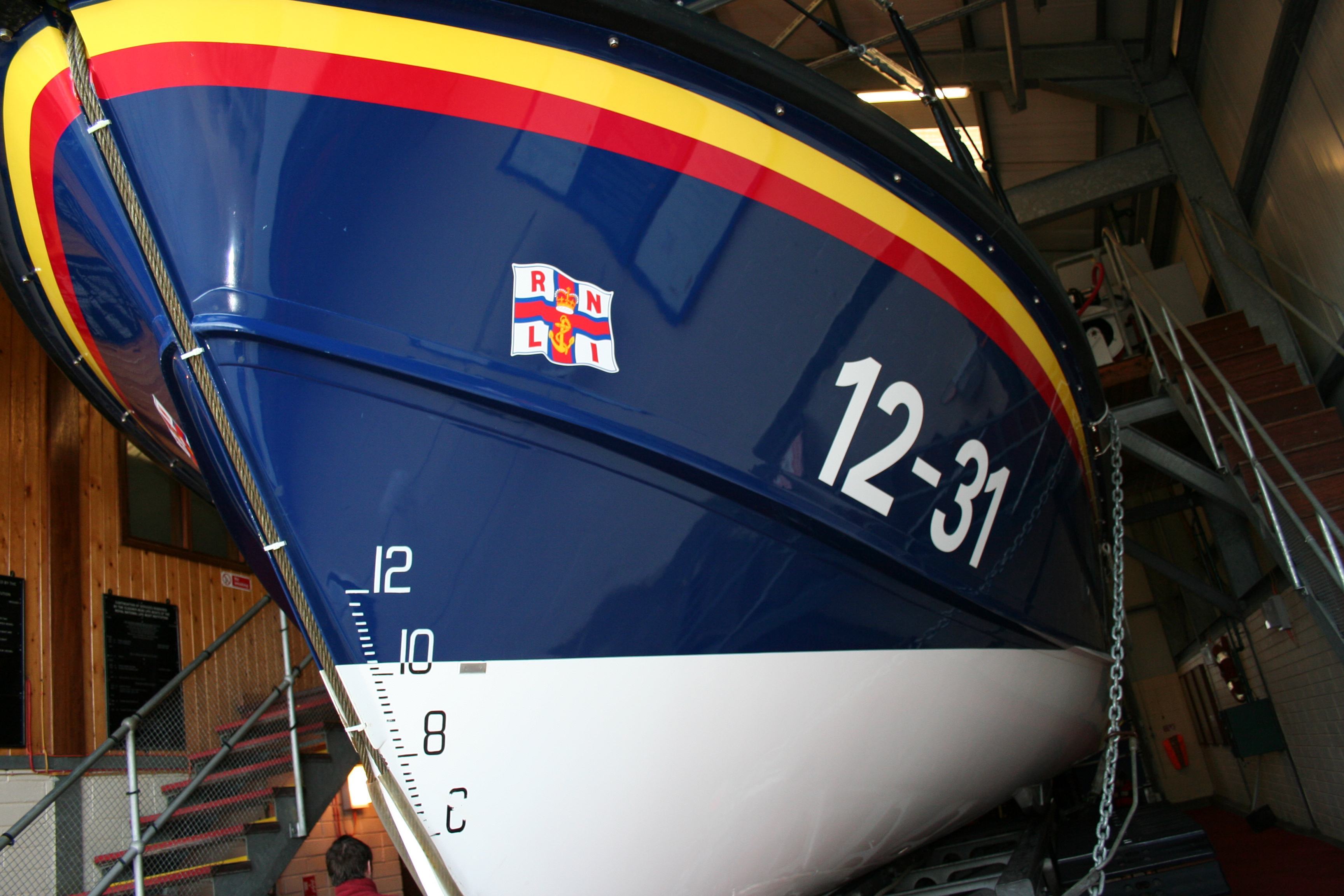
Нос спасательной лодки
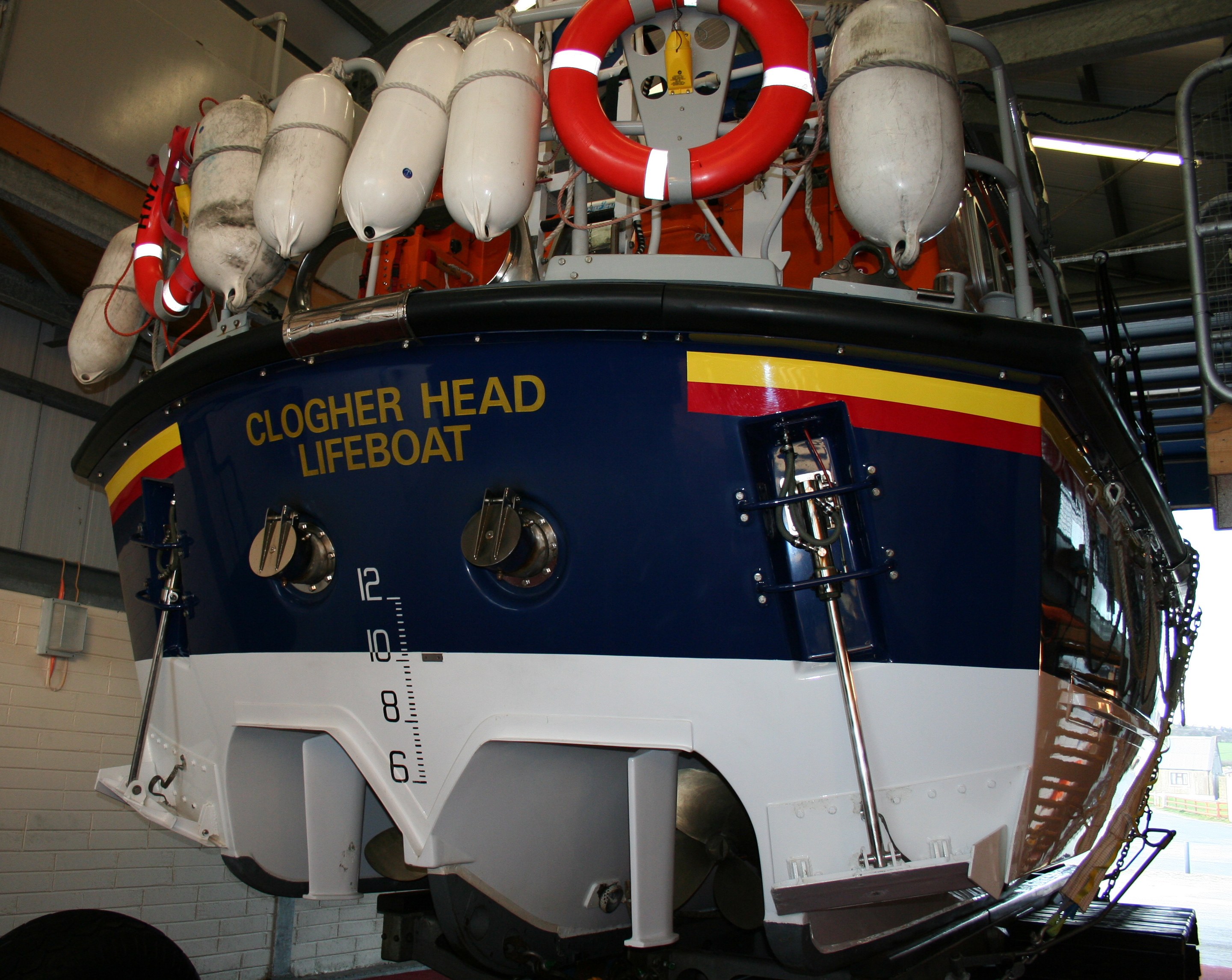
Задняя часть лодки
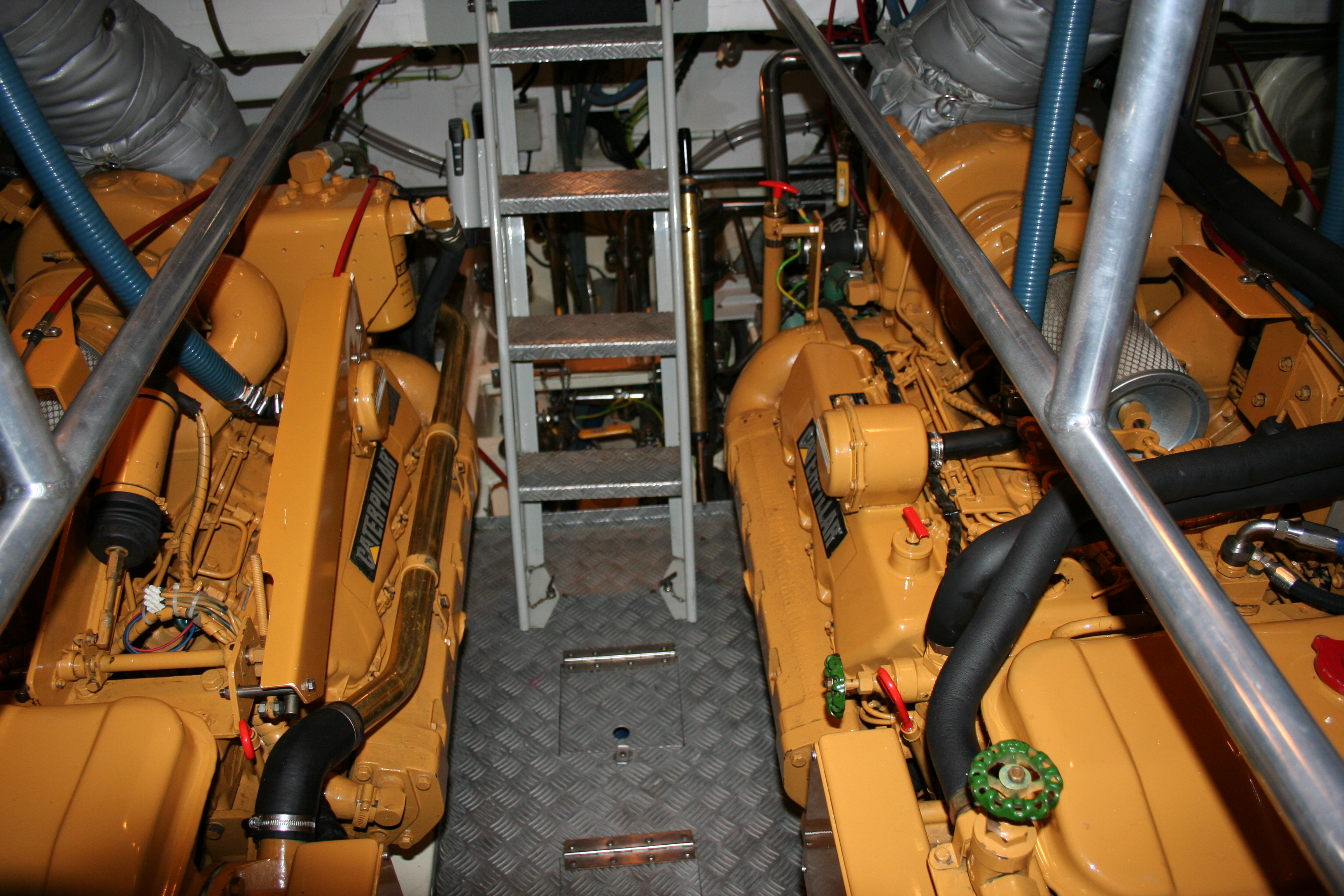
Спареный двигатель
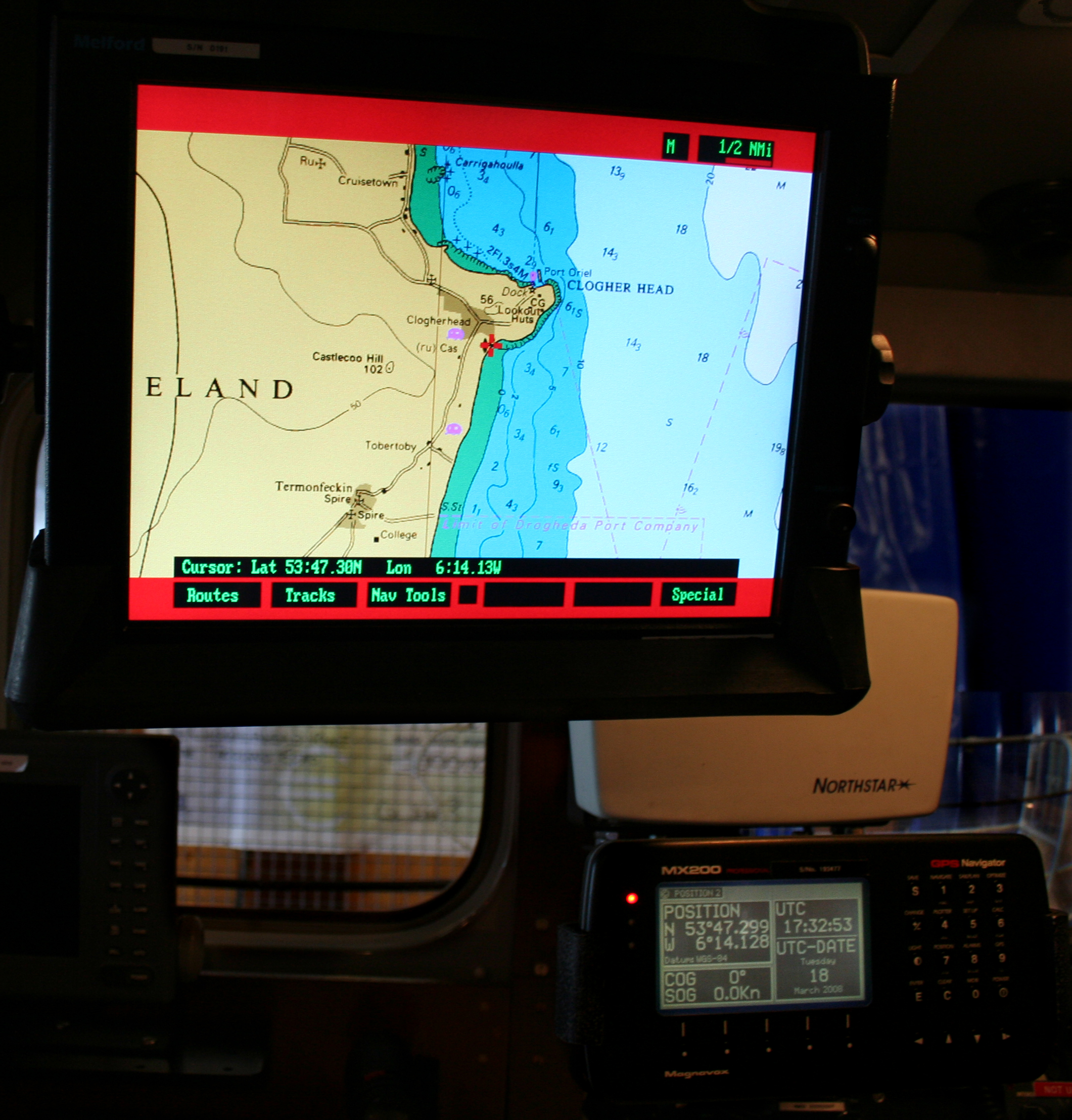
Система позиционирования
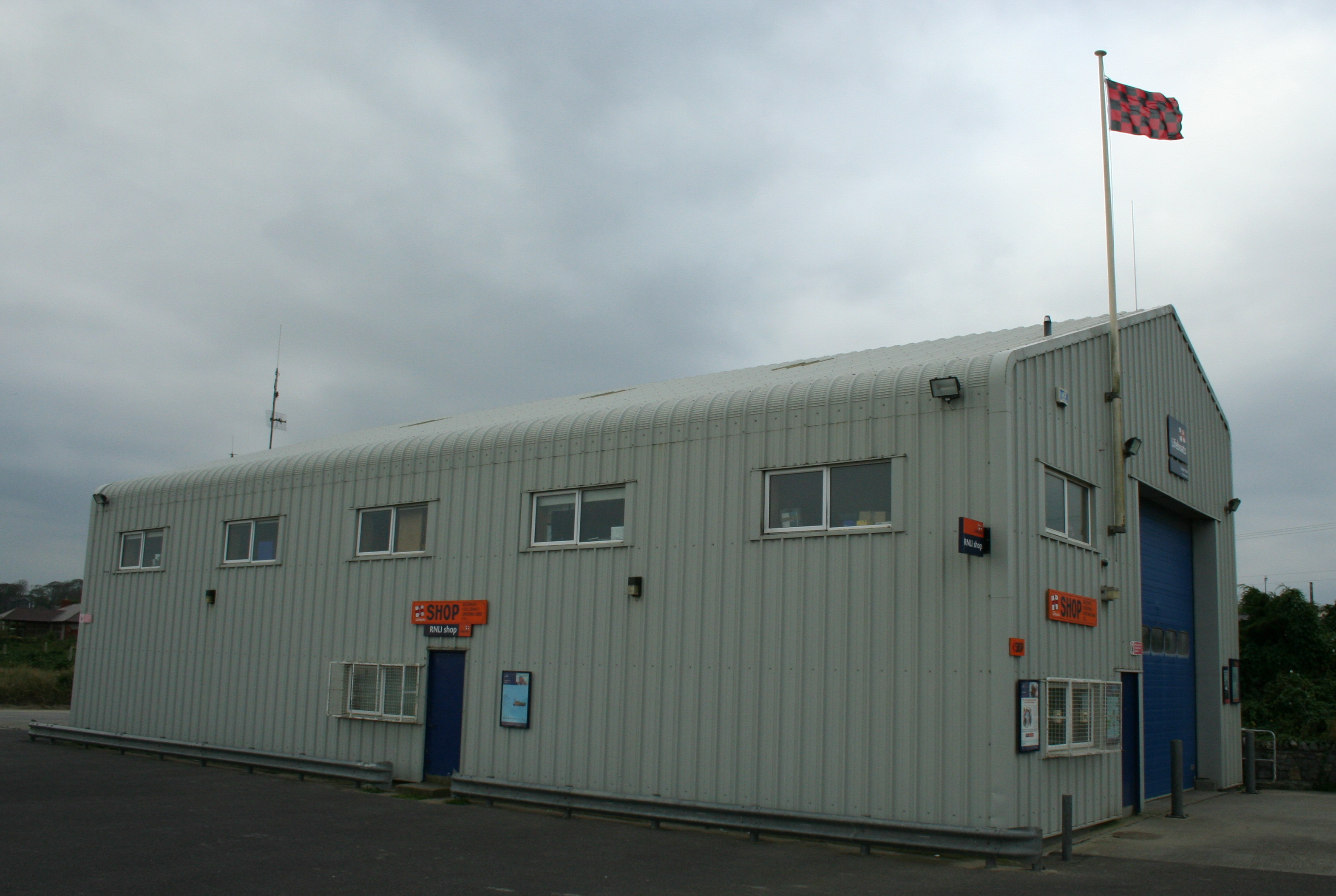
Спасательная станция
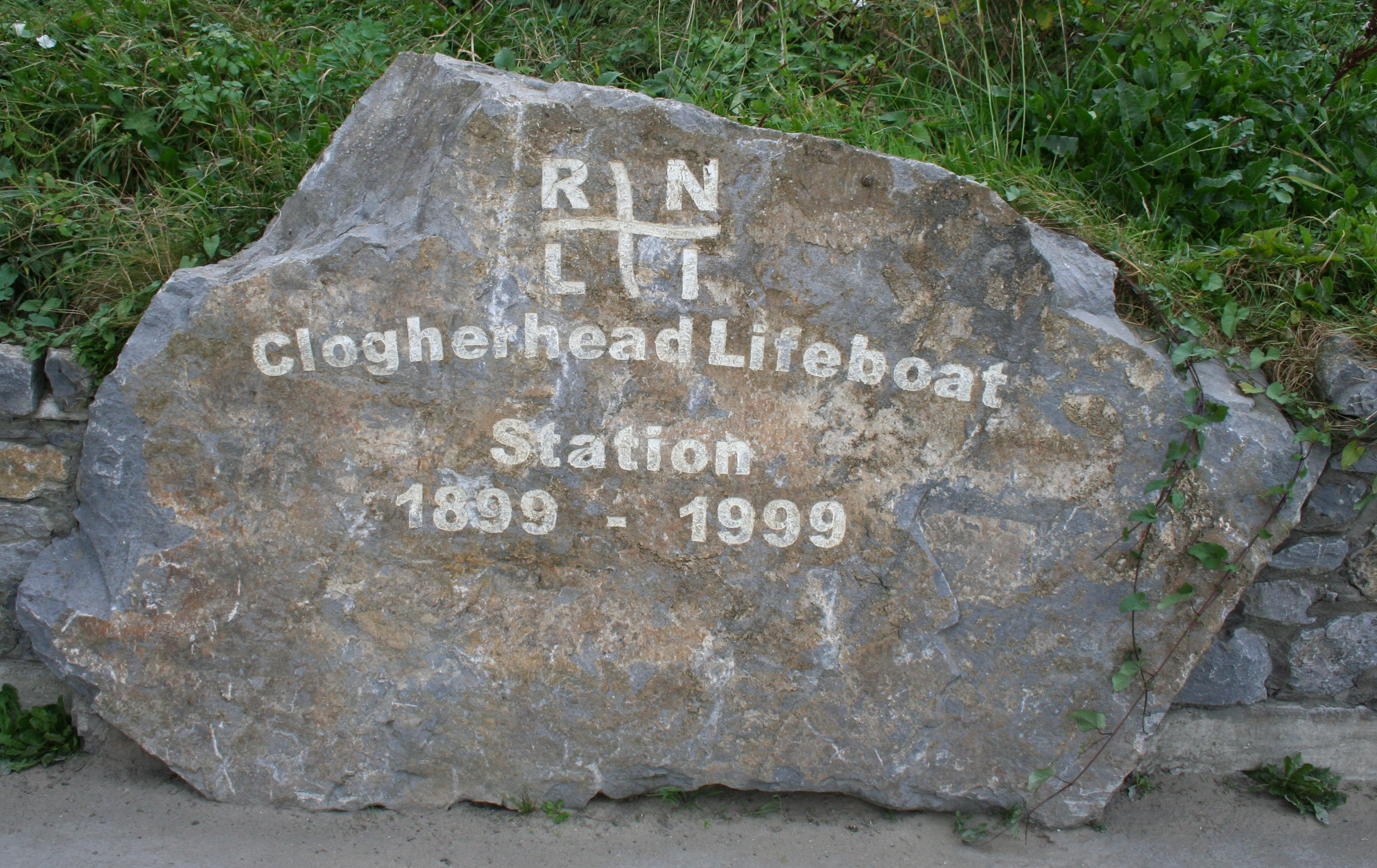
Празднование 100-летия спасательной станции